# Бугровське сільське поселення (Ленінградська область)
Бугро́вське сі́льське поселе́ння — муніципальне утворення в складі Всеволожського району Ленінградської області.
Адміністративний центр — селище Бугри.
На території поселення знаходяться 9 населених пунктів — 1 селище і 8 сіл.

## Населені пункти

### селище
- Бугри, — адміністративний центр

### села
1. Енколово
2. Капітолово
3. Корабсєлькі
4. Мендсари
5. Містолово
6. Порошкіно
7. Савочкіно
8. Сярьгі

Чисельність населення — 6 тис. чоловік.